# 카페드롭탑
카페드롭탑(Café Droptop)은 대한민국의 커피 브랜드이다. 2010년 설립되었고 대한민국에 약 230여 개의 매장이 있다. 본사는 서울특별시 서초구 강남대로 601에 위치하고 있다.

## 매장 지역
- 서울특별시 : 5개
- 부산광역시 : 2개
- 대구광역시 : 13개
- 인천광역시 : 7개
- 광주광역시 : 13개
- 대전광역시 : 10개
- 울산광역시 : 2개
- 세종특별자치시 : 2개
- 경기도 : 19개
- 강원특별자치도 : 8개
- 충청북도 : 10개
- 충청남도 : 13개
- 전북특별자치도 : 17개
- 전라남도 : 17개
- 경상북도 : 20개
- 경상남도 : 5개
- 제주특별자치도 : 3개